# Dolichopeza praesul
Dolichopeza praesul är en tvåvingeart som beskrevs av Alexander 1962. Dolichopeza praesul ingår i släktet Dolichopeza och familjen storharkrankar. Inga underarter finns listade i Catalogue of Life.